# 黑头绣眼鸟
黑头绣眼鸟（学名：Zosterops hypoxanthus）是绣眼鸟科绣眼鸟属的一个种，也是巴布亚新几内亚俾斯麦群岛特有物种，在新不列颠岛、新爱尔兰岛以及一些较小的岛屿上有分布。该物种有时被认为与新几内亚大陆上的黑额绣眼鸟（Zosterops chrysolaemus）是同一物种。这种鸟类主要栖息于森林及其边缘、次生林、花园和种植园等，通常分布在丘陵和山地地区，偶尔也见于海拔较低的地区。
该物种有着黑色的面部、深橄榄色的颈部、背部和翅膀，橄榄色的臀部和黑色的尾部，在某些亚种中尾部颜色较浅。以及明亮的黄色下身，白色眼环明亮但不完整，前部有断裂，雌雄的羽毛相似。